# Zane Maloney

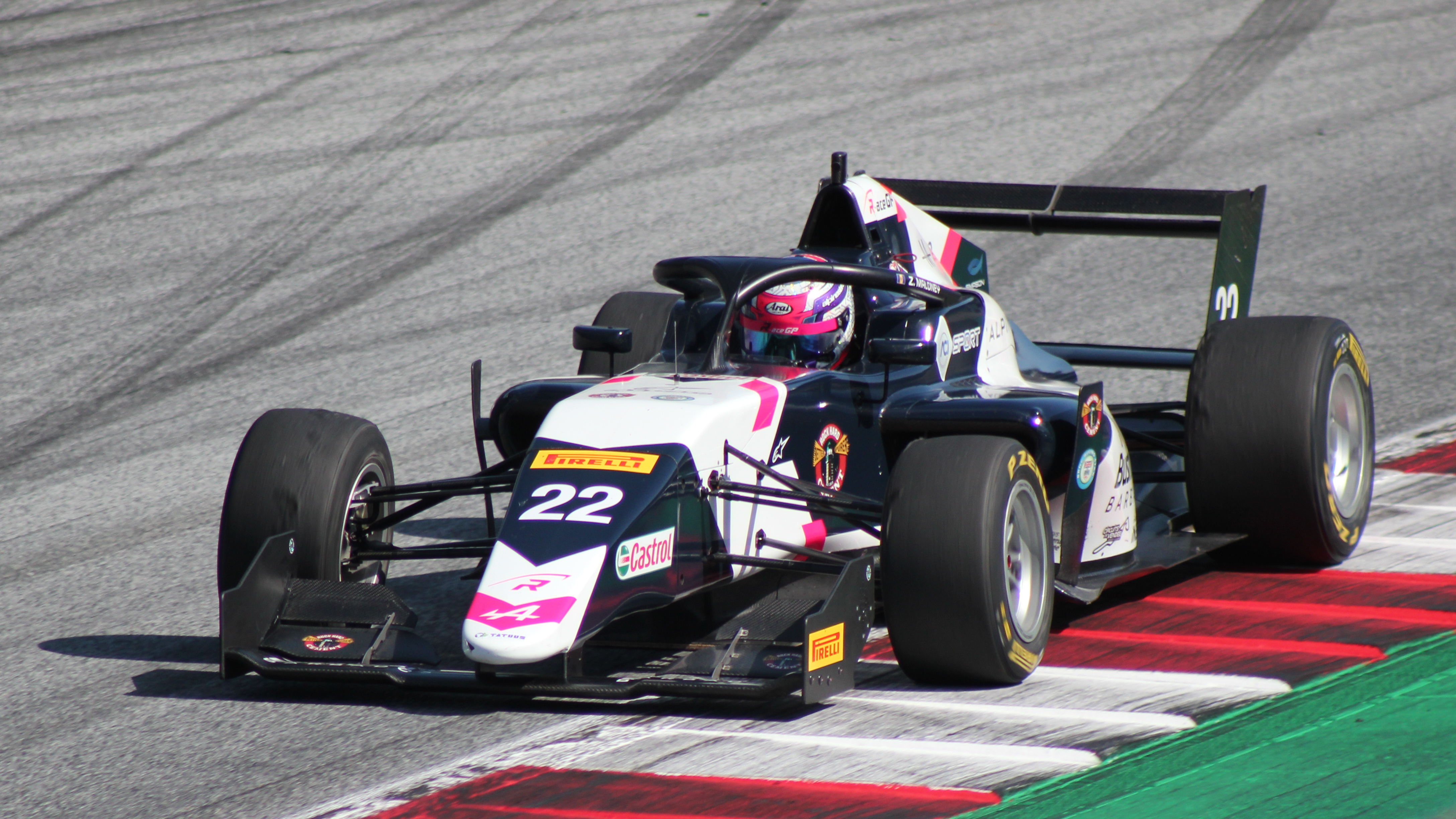
Zane Maloney in het Formula Regional European Championship op de Red Bull Ring in 2021

Zane Maloney (Bridgetown, 2 oktober 2003) is een Barbadiaans autocoureur. In 2019 werd hij kampioen in het Brits Formule 4-kampioenschap. Vanaf 2023 maakt hij deel uit van het Red Bull Junior Team, het opleidingsprogramma van het Formule 1-team van Red Bull Racing.

## Carrière
Maloney begon zijn autosportcarrière in het karting op twaalfjarige leeftijd in Noord-Amerika. Hij won diverse kartkampioenschappen in Barbados en de Verenigde Staten en stapte vervolgens over naar Europa. Hij werd in 2018 vierde in het Europees kartkampioenschap, vijfde in het wereldkampioenschap en derde in zowel het Duits kampioenschap als de WSK Champions Cup.
In 2019 maakte Maloney de overstap naar het formuleracing, waarin hij debuteerde in het Brits Formule 4-kampioenschap bij het team Carlin. Hij kende een succesvol seizoen waarin hij tien races won, waaronder alle drie de races op Oulton Park, en in vijf andere races op het podium stond. Met 427 punten werd hij kampioen in de klasse.
In 2020 maakte Maloney zijn Formule 3-debuut in de Euroformula Open, waarin hij zijn samenwerking met Carlin voortzette. Hij begon het seizoen goed met podiumplaatsen in twee van de eerste vier races op de Hungaroring en het Circuit Paul Ricard, maar finishte hierna niet meer in de top drie. Met 113 punten eindigde hij als achtste in het kampioenschap.
In 2021 stapte Maloney over naar het Formula Regional European Championship, waarin hij uitkwam voor het team R-ace GP. Hij won zijn enige race van het seizoen op het Circuit de Monaco en behaalde zeven andere podiumplaatsen. Met 170 punten werd hij achter Grégoire Saucy, Hadrien David en Paul Aron vierde in het eindklassement.
In 2022 debuteerde Maloney in het FIA Formule 3-kampioenschap bij het team van Trident. Hij kende een moeilijke start van het seizoen en spinde op het Autodromo Enzo e Dino Ferrari aan het eind van een safetycarfase van de baan, terwijl hij aan de leiding lag. In de tweede helft van het seizoen behaalde hij zijn eerste podiumfinish in de hoofdrace op de Hungaroring, voordat hij de laatste drie hoofdraces van het seizoen op het Circuit de Spa-Francorchamps, het Circuit Zandvoort en het Autodromo Nazionale Monza won. Met 134 punten werd hij zodoende tweede in het kampioenschap achter Victor Martins. Aan het eind van het jaar debuteerde hij voor Trident in de Formule 2 als vervanger van Calan Williams tijdens de seizoensfinale op het Yas Marina Circuit.
In 2023 reed Maloney een volledig seizoen in de Formule 2 bij Rodin Carlin. Ook trad hij toe tot het Red Bull Junior Team, het opleidingsprogramma van het Formule 1-team van Red Bull Racing. Hij behaalde vier podiumplaatsen op het Bahrain International Circuit, Monaco, Silverstone en Zandvoort. Met 96 punten eindigde hij als tiende in het kampioenschap.
In 2024 bleef Maloney voor Rodin in de Formule 2 rijden. Hij begon het seizoen met twee zeges in Bahrein. In de rest van het jaar stond hij nog op het podium op het Albert Park Street Circuit, Imola, Silverstone (tweemaal) en Monza. Hij miste het laatste raceweekend en werd met 140 punten achter Gabriel Bortoleto, Isack Hadjar en Paul Aron vierde in de eindstand.
In het seizoen 2024-2025 debuteert Maloney in de Formule E bij het Lola Yamaha ABT Formula E Team.